# 西条村 (千葉県)
西条村（さいじょうむら）は、千葉県安房郡（長狭郡）にかつて存在した村である。現在の鴨川市の中部に位置している。
1889年（明治22年）、町村制施行にともない編成され、昭和の大合併により廃止された。

## 地理
鴨川町（現在の鴨川市中心地区）の北西に隣接する。東隣の東条村との境界はおおむね待崎川であり、西隣の田原村との境界はおおむね金山川である。
現在の鴨川市域を、鴨川市成立時およびその後の合併時の町村によって4地区に区分する場合、「鴨川地区」の一部に位置付けられている。鴨川市域を町村制施行当時の町村（旧町村）によって12地区に区分する場合は「西条地区」とされ、現在の大字では打墨（うつつみ）・滑谷（ぬかりや）・八色（やいろ）・花房（はなぶさ）・粟斗（あわと）が含まれる。
1926年（大正15年）時点の西条村は、東に東条村、西に田原村、南は鴨川町、北は房総山脈を隔てて君津郡亀山村と接していた:1096。当時は全村を旧村に従い5区に分けていた:1096。

## 歴史

### 前近代
打墨の地名は古く、中世に打墨郷の名が見られるが、その範囲ははっきりしていない:1096。安国寺（旧吉尾村北風原）の鐘銘には「打墨郷安国寺」の文字があり:1096、また慶長15年の里見家による高割帳に打墨郷879石余と記されることから:1096、相当の広さを持っていたと見られる:1096。打墨の北部には金山城が築かれ、戦国時代には安房正木氏が居城とした。打墨村は江戸時代初期の元和4年（1618年）に上打墨・中打墨・下打墨の3村に分けられた。
花房は『日蓮聖人註画賛』に「西条花房郷」と記される:1096。

### 近代
慶応4年（1868年）、遠江国横須賀藩3万5000石の藩主西尾忠篤は、安房国・上総国に所替が命じられた。西尾家は花房村に新城地と定めた（花房藩）。広場・西・東・和泉・貝渚・八色・滑谷・花房の各村に属する土地が藩士の屋敷地として取り立てられ、花房村萩原台に築城が開始されたが、完成に至ることなく明治4年（1871年）に廃藩置県を迎えた。
1873年（明治6年）、上打墨・中打墨・下打墨村が合併し、再び1村（打墨村）になった:1096。
1878年（明治11年）、千葉県に郡区町村編制法が施行されると、粟斗村・花房村・八色村は1つの連合（連合戸長役場）となり、滑谷村は横渚村と連合、打墨村は単独で戸長役場を置いた。1884年（明治17年）に戸長役場の管轄変更が行われた際に、打墨村・粟斗村・八色村・花房村・和泉村の連合がまとまった。
1889年（明治22年）、町村制が施行された際、和泉村が離脱し、滑谷村が加わった5か村（打墨村・粟斗村・花房村・八色村・滑谷村）で西条村が発足。新村名は、花房村が「西条」と称していたことがあり、また隣村が「東条村」と称するのに呼応するところから命名された。

### 行政区画・自治体沿革
- 1889年（明治22年）4月1日 - 町村制の施行により打墨村、粟斗村、花房村、八色村、滑谷村が合併して長狭郡西条村が発足。
- 1897年（明治30年）4月1日 - 長狭郡が安房郡に編入。
- 1954年（昭和29年）7月1日 - 鴨川町、田原村、東条村と合併し、改めて鴨川町を新設。同日西条村廃止。

## 経済
1888年（明治21年）に記された分合取調文書によれば、住民はおおむね農業で生計を立てていたとある。
1926年（大正15年）の『安房郡誌』によれば、土地豊饒な純農村であり:1097、副業として蔬菜・果樹栽培が盛んであった:1089。同書によれば、近年急速に養蚕業が発達を見せ、郡内随一の地位を占めているという:1097。その他、屋根瓦製造や籐竹細工が行われている:1097。

## 交通

### 道路
- 久留里街道

## 名所・旧跡・祭事
- 金山城址[3]:1089（打墨から太田学一帯）
- 日蓮疵洗井[3]:1089